# Isparavanje
Isparavanje je prijelaz tvari iz tekućeg u plinovito agregatno stanje. Prema kinetičko-molekularnoj teoriji topline, tekućina isparuje kada njezine molekule zagrijavanjem poprime dovoljno energije da nadvladaju kohezijske sile unutar tekućine i tlak nad njezinom površinom. Razlikuje se isparavanje vrenjem i hlapljenjem. Tekućina isparuje vrenjem kada se tlak pare u tekućini izjednači s ukupnim tlakom nad tekućinom. Temperatura pri kojoj tekućina vrije naziva se vrelištem. Povećavanjem tlaka nad tekućinom vrelište raste, a smanjenjem tlaka opada. Tekućina isparuje hlapljenjem kada je tlak pare u tekućini veći od parcijalnoga tlaka te pare nad tekućinom, a manji od ukupnoga tlaka nad tekućinom; tekućina, dakle, hlapi pri temperaturi nižoj od vrelišta.
Jedna je od najstarijih primjena isparavanja dobivanje soli iz morske vode. U procesnoj se tehnici pod isparavanjem razumije tehnološka operacija kojom se u isparivaču dio otapala vrenjem prevodi u plinovito (parovito) stanje kako bi se povećala koncentracija otopine (uparavanje), na primjer pri proizvodnji šećera, različitih soli, umjetnih gnojiva i drugog. Otopina se zagrijava u dijelu isparivača koji se naziva ogrjevnom komorom, a para otapala, koja se naziva supara, izlazi iz otopine u parni prostor isparivača. Danas se uglavnom rabe cijevni isparivači, u kojima otopina prirodno ili prisilno cirkulira kroz vruće cijevi i isparuje se uz vrenje ili se isparuje u tankom sloju na stijenkama cijevi. Isparivači se najčešće zagrijavaju svježom vodenom parom (jednostruko iskorištavanje topline uz stalan tlak) ili, ako su isparivači međusobno povezani u niz, suparom iz prethodnog isparivača. Tako se toplina višestruko iskorištava, jer se supara iz prvog isparivača upotrebljava za zagrijavanje drugog i tako dalje, ali je to moguće ako je u svakom idućem isparivaču tlak niži od prethodnoga, pa je i vrelište otopine sve niže, ili ako se termokompresijom stalno povećava temperatura supare. Utrošak topline za zagrijavanje otopine može se smanjiti i ako se sirovina predgrijava već zagrijanim produktom koji izlazi iz isparivača. Osim za opisano uparavanje, kojemu je cilj dobivanje otopine veće koncentracije, isparavanje se primjenjuje i radi dobivanja čistog otapala (na primjer pitke vode pri odsoljavanju vode ili desalinizaciji morske vode) te kao proces kojim se postiže učinak hlađenja u rashladnim strojevima.

## Toplina isparavanja
Ugrijemo li vodu na 100 °C kod normalnog atmosferskog tlaka, ona će uzavrijeti i prelaziti u vodenu paru. Ta temperatura kod koje voda ili bilo koja tekućina prelazi u parovito stanje zove se vrelište, a pretvaranje tekućine u paru kod vrelišta zove se isparavanje. Ohlađujemo li paru, ona će kod iste temperature prijeći natrag u tekuće agregatno stanje. Prelaženje pare u tekuće stanje zove se kondenzacija. Masti i ulja ne mogu se dovesti zagrijavanjem do vrelišta jer se kod temperature od 300 °C kemijski raspadaju. Ako kod vrelišta vodu i dalje grijemo, temperatura se neće povisivati. Prestanemo li sa zagrijavanjem, vrenje će odmah prestati što znači da kod vrenja moramo stalno dovoditi toplinu, ali se tom toplinom ne povisuje temperatura već se ona troši na isparavanje. Toplina koja je potrebna da se 1 kilogram tekućine, već ugrijanu na temperaturu vrenja, pretvori u paru, naziva se toplina isparavanja. Toplina isparavanja za vodu iznosi 2 258 kJ/kg = 2,258 MJ/kg (539,4 kcal/kg) kod normalnog atmosferskog tlaka. Kod većih tlakova toplina isparavanja postaje manja.

## Vrenje
Vrenje ili ključanje, u fizici, je fazni prijelaz iz tekućega u plinovito agregatno stanje koji se zbiva istodobno u cijelom obujmu ili volumenu tekućine na temperaturi vrelišta, pri tlaku pare u tekućini koji je jednak vanjskom tlaku. Prijelazu je svojstvena pojava mjehurića plina u tekućini.

### Vrelište
Vrelište je temperatura na kojoj istodobno u cijelom obujmu (volumenu) tvar prelazi iz tekućega u plinovito agregatno stanje, to jest najviša temperatura na koju se pri određenom tlaku može zagrijati tekućina. S povećanjem tlaka vrelište se povećava, a sa smanjenjem smanjuje; obično se navodi vrijednost pri normiranom atmosferskom tlaku (101 325 Pa). Vrelište je karakteristično svojstvo tvari.

## Hlapljenje
Hlapljenje je prelaženje tvari iz tekućega u plinovito agregatno stanje bez vrenja, na temperaturi nižoj od vrelišta. Iako na temperaturi nižoj od vrelišta prosječna kinetička energija molekula tekućine nije dovoljna za napuštanje tekućine, neke, najbrže, molekule imaju dovoljnu kinetičku energiju da se mogu odvojiti od površine tekućine i nastaviti se gibati slobodno. Hlapljenjem se prosječna kinetička energija molekula u tekućini smanjuje i temperatura tekućine opada. Brzina hlapljenja veća je što je viša temperatura tekućine i niži tlak izvan tekućine.